# Obrandža
Obrançë en albanais et Obrandža en serbe latin (en serbe cyrillique : Обранџа) est une localité du Kosovo située dans la commune/municipalité de Podujevë/Podujevo, district de Pristina (Kosovo) ou district de Kosovo (Serbie). Selon le recensement kosovar de 2011, elle compte 3 092 habitants, dont 3 086 Albanais.

## Démographie

### Évolution historique de la population dans la localité
| 1948 | 1953  | 1961  | 1971  | 1981  | 1991  | 2011  |
| ---- | ----- | ----- | ----- | ----- | ----- | ----- |
| 906  | 1 033 | 1 047 | 1 092 | 1 140 | 1 109 | 3 092 |

|  |